# Liste von Kunstwerken im öffentlichen Raum in Voerde (Niederrhein)
Die Liste von Kunstwerken im öffentlichen Raum in Voerde (Niederrhein) gibt einen Überblick über Kunst im öffentlichen Raum, unter anderem Skulpturen, Plastiken, Landmarken und andere Kunstwerke in Voerde (Niederrhein), Kreis Wesel. Es besteht kein Anspruch auf Vollständigkeit.

## Kunstwerke in Voerde (Niederrhein)
| Bezeichnung                                                | Standort                      | Koordinate                      | errichtet | Künstler                                 | Anmerkungen | Bild |
| ---------------------------------------------------------- | ----------------------------- | ------------------------------- | --------- | ---------------------------------------- | --- | ---- |
| Skulptur im Park                                           | Friedrichsfeld, Poststraße    | 51° 37′ 45,7″ N, 6° 38′ 56,4″ O | 2002      | Karl Heiduck / Giesela und Egon Bachtrup | Die Bachtrup Skulptur wurde 2002 der Stadt Voerde geschenkt. Sie entstand nach Entwürfen des Voerdener Künstlers Karl Heiduck (1909–1969) und steht für den Wiederaufbau nach dem Zweiten Weltkrieg. Symbolisch werden die Schwerpunkte des Friedrichsfelder Jurenka-Werk (BABCOCK) dargestellt, wie Kesselfertigung, Gerüstbau und Kraftwerkstechnik. |      |
| Stahltor                                                   | Friedrichsfeld, Poststraße    | 51° 37′ 44,3″ N, 6° 38′ 56,1″ O | 1998      | Frank Kerkmann                           | |      |
| Ehrendenkmal für die Gefallenen des Krieges 1864/1866      | Friedrichsfeld, Offizierspark | 51° 37′ 46,7″ N, 6° 39′ 22,4″ O |           |                                          | Säule aus Vulkangestein, mit Adler aus Zink, bronziert |      |
| Ehrendenkmal für die Gefallenen des Krieges 1874           | Friedrichsfeld, Offizierspark | 51° 37′ 45,3″ N, 6° 39′ 25,2″ O |           |                                          | Schlafender Löwe |      |
| Mahnmal für die Opfer und Gefallenen des Krieges 1939–1945 | Friedrichsfeld, Offizierspark | 51° 37′ 47,1″ N, 6° 39′ 25,2″ O | 1989      |                                          | 10 Basaltstelen |      |
| Voerder Vogel (Fette Henne)                                | Bahnhofstraße 52              | 51° 35′ 46,6″ N, 6° 40′ 52,6″ O |           | Gerhard Finke                            | Dreibeiniger Vogel, kleinere Versionen werden zum Dank an die Heimatvereine für ihre Arbeit vergeben. |      |
| Voerder Vogel                                              | Am Haus Voerde, Allee         | 51° 35′ 37,3″ N, 6° 40′ 17,6″ O | 2001      | Gerhard Finke                            | Preis der Kulturstiftung Voerde. Der Voerder Vogel am Wasserschloss Haus Voerde ist den Chören und Gesangsvereinen des Sängerbezirks Voerde gewidmet. Der Vogel ist eines der Wappensymbole alter Geschlechter und Familien aus dem Voerder Gebiet. |      |
| Mahnmal Buschmannshof                                      | Am Kindergarten               | 51° 36′ 0,5″ N, 6° 42′ 11″ O    |           | Dieter Ommerborn                         | Beton, Stahl. Es erinnert an das Zwangsarbeiterlager der Firma Krupp, das sich zwischen 1943 und 1945 an dieser Stelle befand. |      |